# Santo Piatti

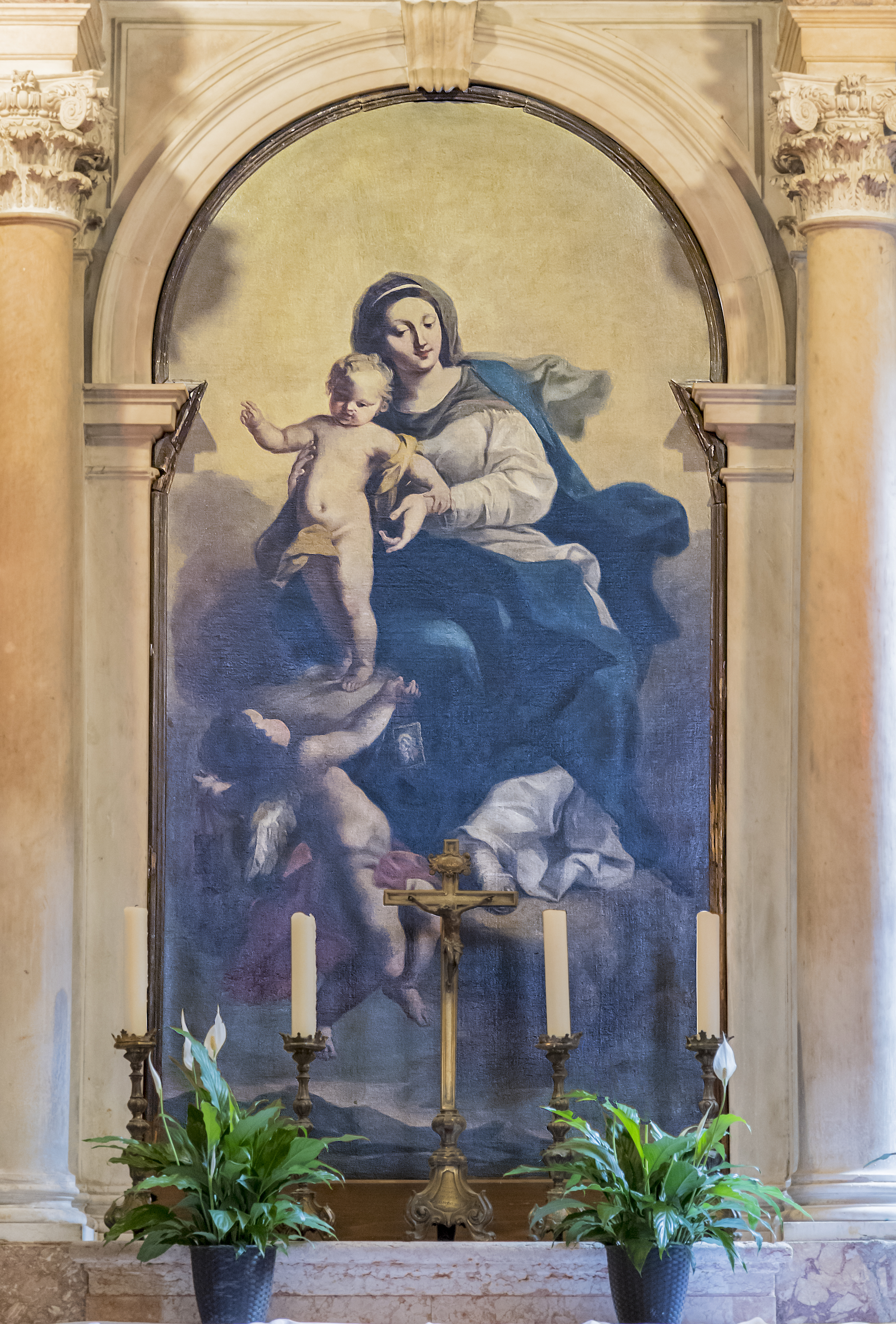
Santo Piatti, Madonna del Carmine, Scuola grande dei Carmini, Venezia

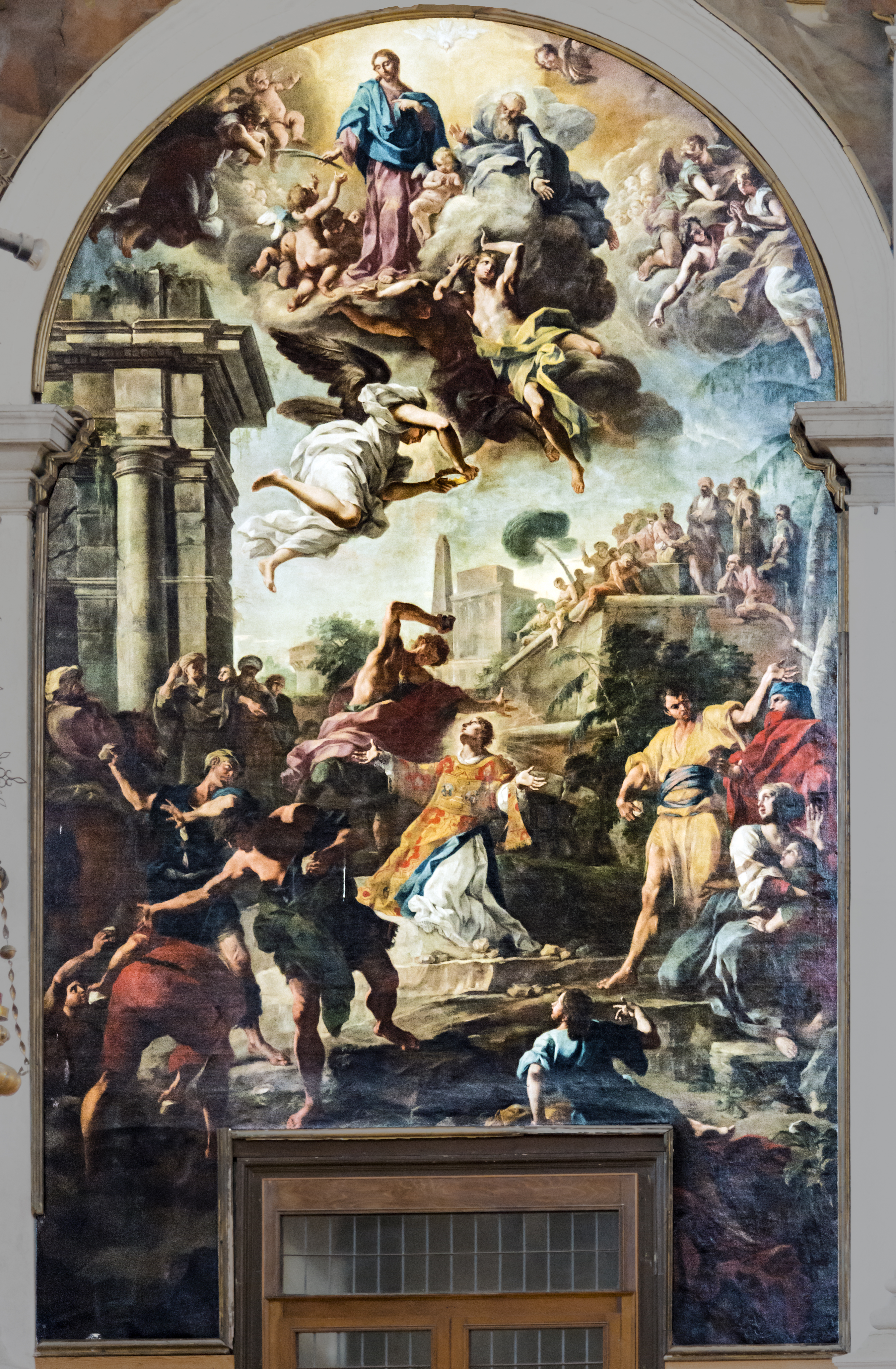
Santo Piatti, Lapidazione di Santo Stefano, Chiesa di San Moisé, Venezia

Santo Piatti, o anche Sante Piatti o Piati (Venezia, 1687 – 1747), è stato un pittore italiano.

## Biografia
Considerato fino alla fine del Novecento uno "dei pittori del Settecento veneziani più trascurati dalla moderna storiografia artistica". Il suo esiguo catalogo consta di poco più di una ventina di dipinti certi, perlopiù del terzo decennio del Settecento, caratterizzati dall'abbandono dei residui tenebrosi d'inizio secolo verso una resa più luminosa ed una discreta eleganza nel disegno, con una certa concordanza ai modi di Amigoni e Ricci. 
Fu allievo di Giuseppe Diamantini e figurò nella fraglia dei pittori tra il 1725 ed il 1727. Una sua precocissima opera (1706-1707) è La famiglia di Dario davanti ad Alessandro della Collezione della Fondazione Cassa di risparmio di Padova e Rovigo. A Venezia dipinse la Madonna dei Carmine (1728) nella cappella ed i medaglioni con le Virtù Teologali (1733) sulla volta dello scalone della Scuola Grande dei Carmini, la Lapidazione di Santo Stefano nella chiesa di San Moisè.  Gli sono stati assegnati più di recente il Sant'Antonio di Padova (ante 1732) proveniente dalla demolita chiesa San Nicolò della Lattuga ed ora in quella di Ognissanti e la Traslazione di Elia ai Carmini. È anche nota la sua attività di restauratore dei teleri del Tintoretto a San Rocco.
Altri suoi dipinti sono e la pala della Madonna con il Bambino e i santi Gaetano da Thiene, Lorenzo Giustiniani e Pieno Orseolo nella chiesa di San Servolo di Buie in Istria (c. 1737) e i due piccoli dipinti sulle lastre lepidee del tabernacolo di San Simeon Piccolo a Venezia: Le tre Marie al Sepolcro e Noli me tangere. Altre proposte di attribuzione riguardano il dipinto Abramo e tre angeli, già in collezione privata a Milano e ora di ubicazione ignota. 
Recentissima l'attribuzione al Piatti della "Pala portante’"con i santi Antonio da Padova, Francesco d’Assisi e Francesco di Paola ("portante" perché vi è inserita la piccola tavola, considerata miracolosa, della Madonna dell'umiltà di Quirizio da Murano) nella cattedrale di San Lorenzo a Traù.